# Cabrel Nanjip
Cabrel Nanjip Nyamton, de son nom complet Nanjip Nguepnang Rovi Cabrel est un humoriste et influenceur camerounais né le 21 août 1990 au Cameroun et mort le 15 juin 2023 dans un accident de voiture, des suites d'une collision sur la route très accidentogène nationale n° 3 entre Douala et Yaoundé.

## Biographie

### Enfance, éducation et débuts
Il est né le 21 août 1990 au Cameroun et est originaire de la ville de Bangangté à l'ouest du Cameroun.

### Carrière
Cabrel Nanjip est un comédien camerounais. Il se fait connaitre grâce à ses apparitions dans les webséries à la télévision au Cameroun. Quelquefois moqué pour son physique, il utilise l'autodérision pour s'attirer un capital sympathie.
Il se lance par la suite dans la musique et la production de contenus artistiques.

### Mort
Cabrel Nanjip meurt des suites d'une collision routière le matin du jeudi 15 juin 2023 près de Boumnyebel, sur la nationale n° 3, entre Douala et Yaoundé au Cameroun,,. Seul dans son véhicule, il percute un camion et sa mort survient à 9h13 selon certaines sources et entre 7h30 et 8h20 selon des témoins de la désincarcération; arrivés sur les lieux peu après l'accident et selon le personnel médical de l'hôpital régional d'Edéa où son corps a été conduit aux urgences et ensuite mis à la morgue.
Son décès est largement commenté sur les réseaux sociaux où il reçoit les hommages de nombreux vloggueurs et dans les journaux télévisés dont Équinoxe Télévision et STV2,. Il est enterré le samedi 22 juillet 2023 à Bangangté.

## Discographie

### Singles
- 2022: C'est grave ici avec Papy 2PP
- 2022: Suis Pas Maudit avec KanKan Boys
- 2023: Tu étais là avec Cegui

## Vie privée
Cabrel Nanjip a perdu un enfant en 2021, souvenir qu'il évoque lors de l'émission Dimanche avec vous sur Équinoxe Télévision en 2022.